# Mingachevir
Mingachevir (en azerí: Mingəçevir) es una de las ciudades importantes de Azerbaiyán, la cuarta más poblada del país con una población aproximada de 100 000 habitantes. Es conocida como la ciudad de las luces por su central hidroeléctrica en el río Kurá, el cual divide la ciudad por la mitad. El Kurá es el río más grande de todo el país, y el embalse artificial detrás de la presa de Mingachevir el mayor embalse del país. La garganta de este se encuentra en las montañas Bozdag, en el valle Kura-Araz. Mingachevir está situada a 288 km de Bakú.
Gracias a su potencial económico y el número de población, Mingachevir está considerada como la cuarta ciudad de Azerbaiyán y es el principal centro de la energía y la industria.

## Historia
En Mingachevir se encontraron restos de asentamientos humanos que existieron durante los siglos III y IV d. C., también muchas monedas griegas, romanas y sasánidas que las podemos atribuir a los edificios construidos en el siglo V-VI.
El área se pobló hace miles de años, pero la ciudad se fundó en 1948, parcialmente por soldados alemanes que fueron apresados durante la Segunda Guerra Mundial.
En los años 40-50 del siglo XX Mingachevir se convirtió en una ciudad industrial.  
En el año de 1948, Mingachevir obtuvo el estatus de la ciudad.

## Población
Según los datos del censo de la población de 1989 en Mingachevir vivían 85 450 personas. En 2012 el número de habitantes era de 115 mil personas. Según los datos del 1 de enero de 2018 la población de la ciudad es 104,5 mil personas; densidad de la población  746/km² (según el 1 de enero de 2018).
| Año                     | 2010 | 2013  | 2014  | 2015  | 2016  | 2017  |
| Número de población     | 97,8 | 100,6 | 101,6 | 102,4 | 103,2 | 104,5 |
| Crecimiento demográfico | 1020 | 879   | 1021  | 992   | 751   | 839   |
| Natalidad               | 1517 | 1452  | 1662  | 1586  | 1390  | 1446  |
| Mortalidad              | 497  | 573   | 641   | 594   | 639   | 607   |

## Ciudades hermanas
- Toliatti - desde 2005[5]
- Gölbaşı - desde 2007[6]
- Pólatsk - desde 2012
- Afula - desde 2015[7]
- Kars - desde 2016[8]